# Ludwig Ring
Ludwig Ring (* 1929; † 2005; auch Louis Ring) war ein saarländischer Grafiker und Filmproduzent. Er besuchte die Meisterschule für Handwerker in Kaiserslautern und gehörte 1948 zu den Gründern des Saarländischen Gestaltungskreises, der später in die Saarmesse GmbH umfirmierte.

## Beruflicher Werdegang
Ring fertigte bereits in den Jahren 1953 bis 1956 für die Post- und Telegraphenverwaltung des Saarlandes vier Sonderbriefmarken anlässlich der sich jährlich wiederholenden Saarmessen. 1960 gewann er mit dem französisch-deutschen Figurenpaar Michel und Marianne den Saarbrücker Plakatwettbewerb. Das Plakat wurde lange Jahre zur Werbung für den Deutsch-Französischen Garten verwendet und 2010 als Anstecker reaktiviert. Ring machte sich 1960 mit der Ring-Film selbständig und produzierte Werbefilme. Neben seiner Tätigkeit für die Saarmesse waren seine Kunden der Karstadt-Konzern, der Saarländische Rundfunk, Peugeot, Karlsberg und viele andere.

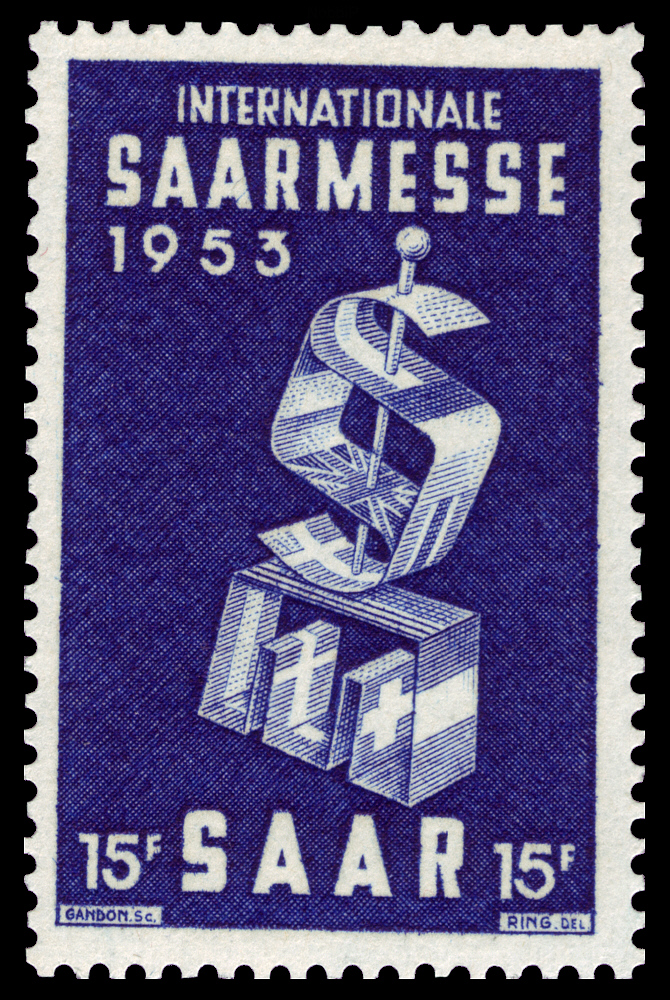
Sonderbriefmarke zur Saarmesse 1953
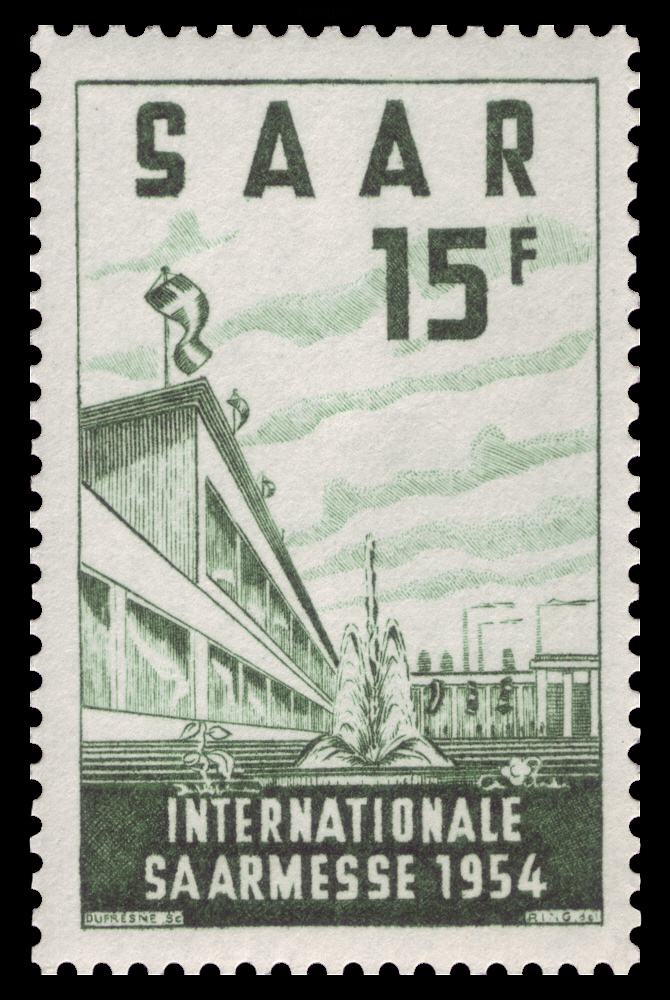
Sonderbriefmarke zur Saarmesse 1954
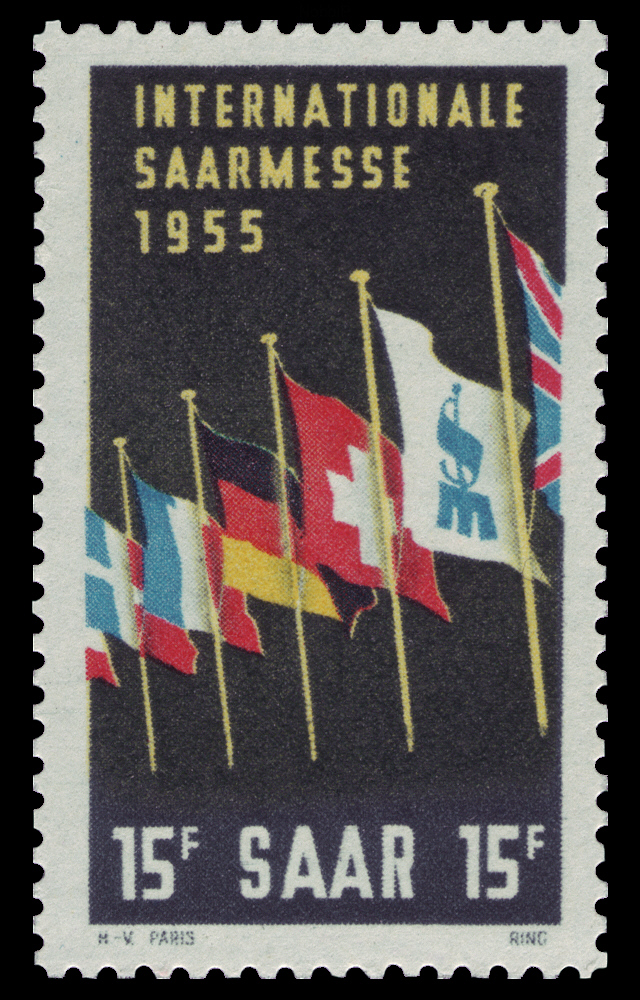
Sonderbriefmarke zur Saarmesse 1955
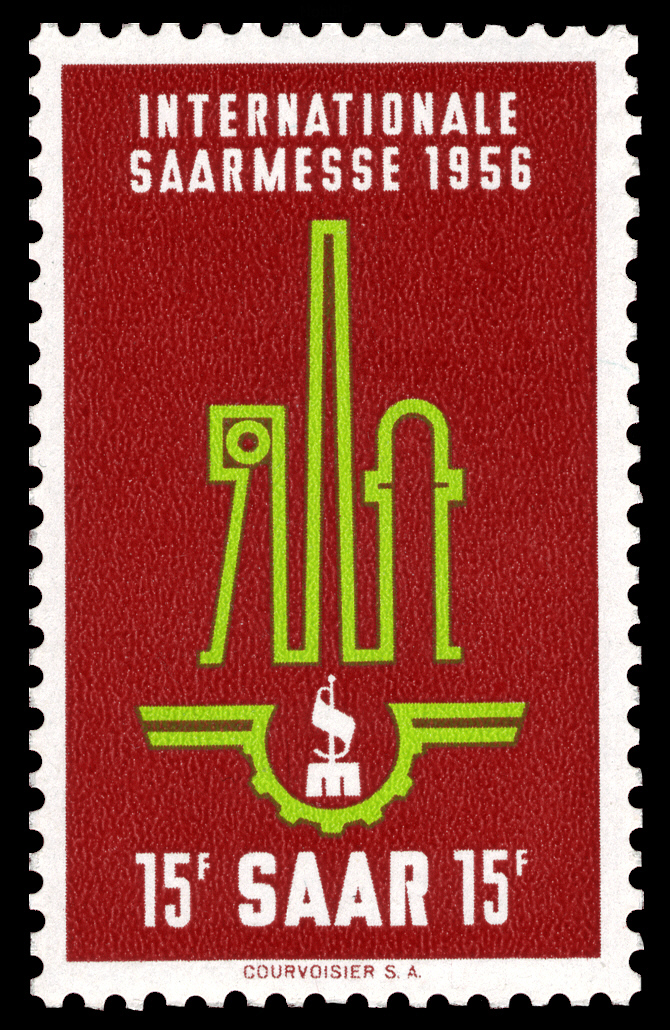
Sonderbriefmarke zur Saarmesse 1956
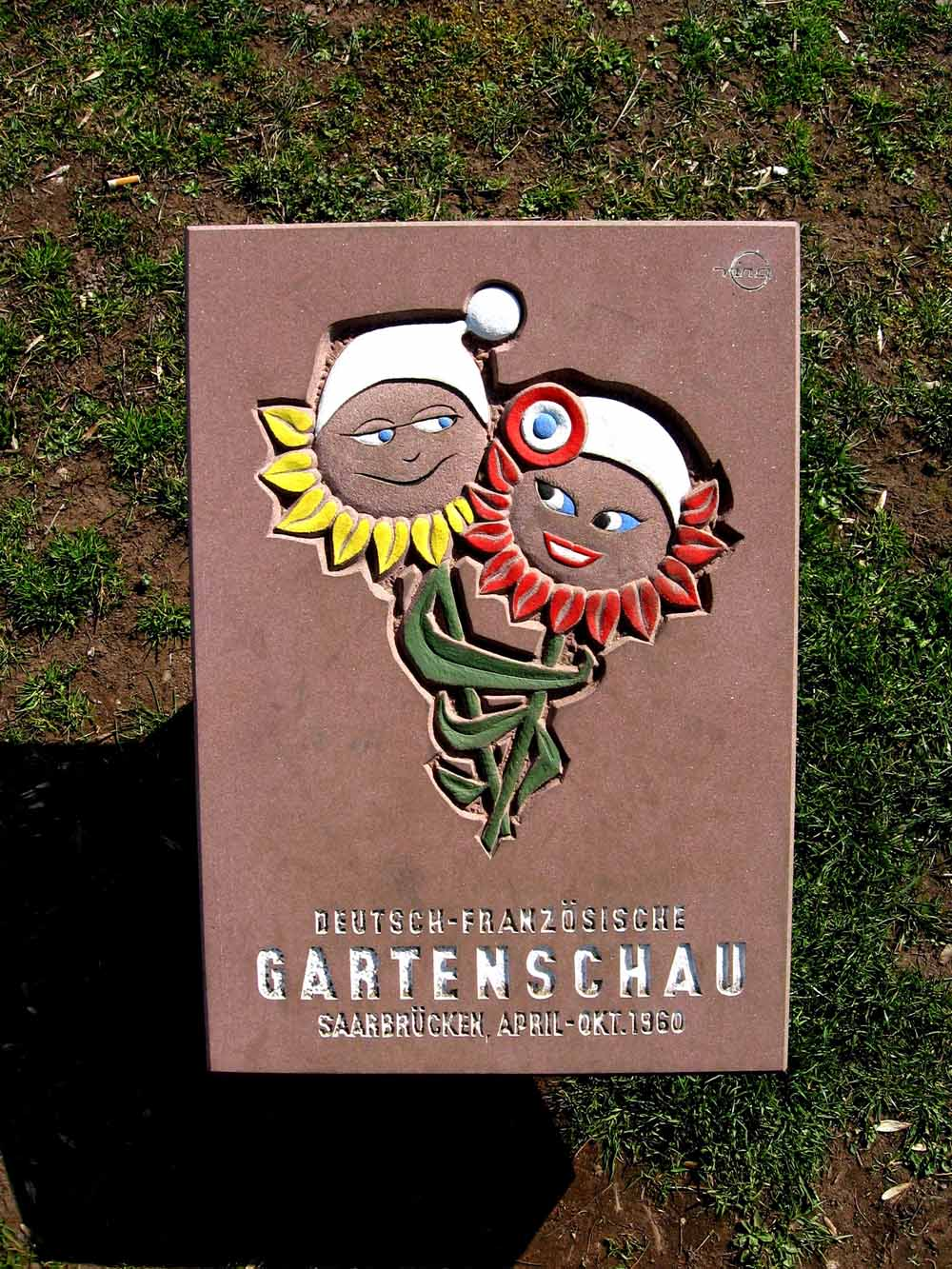
Emblem Michel und Marianne für den Deutsch-Französischen Garten 1960